# کودتای وزیری
انقلاب مشروطه یمن در سال ۱۹۴۸ انقلابی مسلحانه به رهبری عبدالله وزیر بود که در خلال آن امام یحیی حمید الدین، حاکم زیدی یمن کشته شد؛ ولی احمد فرزند یحیی با کمک سران قبائل توانست انقلاب را خاموش کند اگر چه حکومت امامت زیدیه نیز دیری نپایید و در سال ۱۹۶۲ منقرض شد.

## پس‌زمینه
در طول حکومت امام یحیی بن محمد حمیدالدین بر یمن شمالی، (۱۹۱۸ تا ۱۹۴۸) نارضایتی از سیاست‌های انزواطلبانه، خودکامگی، تمرکزگرایی و مخالفت او با اصلاحات مدرن، در میان بخشی از روحانیون روشنفکر، افسران نظامی و برخی قبایل فزونی گرفت.  گروهی از اصلاح‌طلبان که به «جماعت الاحرار» (گروه آزادی‌خواهان) معروف شدند، به این نتیجه رسیدند که تنها راه تغییر، سرنگونی امام و جایگزینی حکومت با نظامی مشروطه است.

## اتفاقات
در ۱۷ فوریه ۱۹۴۸ میلادی (۲۸ ربیع‌الثانی ۱۳۶۷ قمری)(۲۷ بهمن/دلو ۱۳۲۶)، امام یحیی در حین عبور از خیابانی در نزدیکی صنعا به دست یکی از مخالفان ترور شد.  انقلابیون بلافاصله عبدالله بن احمد الوزیر، یکی از علمای برجسته و چهره‌های اصلاح‌طلب زیدی را به عنوان امام مشروطه جدید اعلام کردند و یک منشور مشروطه (الدستور) تدوین شد که چارچوبی برای محدود کردن قدرت امام و تأسیس شورا پیش‌بینی کرده بود.

## سرانجام
با این حال، انقلابیون نتوانستند حمایت گسترده قبایل و ارتش را به دست آورند. پسر امام یحیی، یعنی احمد بن یحیی حمیدالدین که در آن زمان والی تعز بود، به سرعت نیروهای وفادار به خانواده حمیدالدین را بسیج کرد و در عرض چند هفته صنعا را بازپس گرفت. انقلاب در بهار ۱۹۴۸ شکست خورد. عبدالله الوزیر و بسیاری از رهبران انقلاب اعدام شدند و امام احمد با شدت بیشتری حکومت را در دست گرفت.

## پی‌امدها
پس از این واقعه، حکومت یمن برای سال‌ها بسته‌تر و مستبدتر شد و اصلاحات بیشتری سرکوب گردید. تجربه ۱۹۴۸ اما در حافظه سیاسی یمن باقی ماند و الهام‌بخش تلاش‌های بعدی برای تغییر شد.